# Vize (Musikprojekt)/Diskografie
Diese Diskografie ist eine Übersicht über die musikalischen Werke des deutschen Musikprojekts Vize. Den Schallplattenauszeichnungen zufolge hat es bisher mehr als 4,5 Millionen Tonträger verkauft. Seine erfolgreichste Veröffentlichung ist die Single Never Let Me Down mit über 790.000 verkauften Einheiten.

## Alben

### Studioalben
| Jahr | Titel Musiklabel   | Höchstplatzierung, Gesamtwochen, AuszeichnungChartplatzierungen (Jahr, Titel, Musiklabel, Platzierungen, Wochen, Auszeichnungen, Anmerkungen) | Höchstplatzierung, Gesamtwochen, AuszeichnungChartplatzierungen (Jahr, Titel, Musiklabel, Platzierungen, Wochen, Auszeichnungen, Anmerkungen) | Höchstplatzierung, Gesamtwochen, AuszeichnungChartplatzierungen (Jahr, Titel, Musiklabel, Platzierungen, Wochen, Auszeichnungen, Anmerkungen) | Anmerkungen                                 |
| Jahr | Titel Musiklabel   | DE | AT | CH | Anmerkungen                                 |
| ---- | ------------------ | --- | --- | --- | ------------------------------------------- |
| 2021 | Prock House Kontor | DE92 (1 Wo.)DE | — | — | Erstveröffentlichung: 7. Mai 2021 mit Alott |

## Singles

### Als Leadmusiker
| Jahr | Titel Album                                                         | Höchstplatzierung, Gesamtwochen, AuszeichnungChartplatzierungen (Jahr, Titel, Album, Platzierungen, Wochen, Auszeichnungen, Anmerkungen) | Höchstplatzierung, Gesamtwochen, AuszeichnungChartplatzierungen (Jahr, Titel, Album, Platzierungen, Wochen, Auszeichnungen, Anmerkungen) | Höchstplatzierung, Gesamtwochen, AuszeichnungChartplatzierungen (Jahr, Titel, Album, Platzierungen, Wochen, Auszeichnungen, Anmerkungen) | Anmerkungen |
| Jahr | Titel Album                                                         | DE | AT | CH | Anmerkungen |
| --- | ------------------------------------------------------------------- | --- | --- | --- | --- |
| 2018 | Glad You Came –                                                     | DE44 Gold · (15 Wo.)DE | AT52 (8 Wo.)AT | — | Erstveröffentlichung: 15. Juni 2018 Verkäufe: + 200.000; Gesang: Laniia Original: The Wanted (2011)                             |
| 2019 | Stars –                                                             | DE18 Platin · (32 Wo.)DE | AT24 (41 Wo.)AT | — | Erstveröffentlichung: 3. Mai 2019 Verkäufe: + 500.000; feat. Laniia                                                             |
| 2019 | Close Your Eyes Breathe                                             | DE21 Platin · (34 Wo.)DE | AT24 ×2Doppelplatin · (23 Wo.)AT | — | Erstveröffentlichung: 22. November 2019 Verkäufe: + 580.000; mit Felix Jaehn feat. Miss Li                                      |
| 2020 | Kids –                                                              | — | — | — | Erstveröffentlichung: 6. März 2020 mit Sondr feat. Lilly Ahlberg                                                                |
| 2020 | Never Let Me Down –                                                 | DE8 ×3Dreifachgold · (52 Wo.)DE | AT4 (46 Wo.)AT | CH12 (37 Wo.)CH | Erstveröffentlichung: 24. April 2020 Verkäufe: + 790.000; mit Tom Gregory                                                       |
| 2020 | Kids –                                                              | — | — | — | Erstveröffentlichung: 15. Mai 2020 mit Alle Farben feat. Graham Candy                                                           |
| 2020 | Lonely –                                                            | DE34 Gold · (20 Wo.)DE | AT44 Gold · (12 Wo.)AT | — | Erstveröffentlichung: 29. Mai 2020 Verkäufe: + 265.000; mit Tujamo & Majan                                                      |
| 2020 | Far Away from Home –                                                | — | — | — | Erstveröffentlichung: 12. Juni 2020 mit Sam Feldt feat. Leony                                                                   |
| 2020 | Brother Louie –                                                     | DE64 (11 Wo.)DE | AT58 (6 Wo.)AT | — | Erstveröffentlichung: 10. Juli 2020 Verkäufe: + 50.000; mit Imanbek & Dieter Bohlen feat. Leony Original: Modern Talking (1986) |
| 2020 | Lissabon –                                                          | — | — | — | Erstveröffentlichung: 7. August 2020 mit Philipp Dittberner                                                                     |
| 2020 | Paradise –                                                          | DE4 Platin · (37 Wo.)DE | AT2 (57 Wo.)AT | CH98 (1 Wo.)CH | Erstveröffentlichung: 21. August 2020 Verkäufe: + 400.000; mit Joker Bra & Leony                                                |
| 2020 | Dolly Song (Devil’s Cup) –                                          | — | — | — | Erstveröffentlichung: 18. September 2020 mit Leony                                                                              |
| 2020 | Space Melody –                                                      | — | — | — | Erstveröffentlichung: 11. Dezember 2020 Verkäufe: + 12.000; mit Alan Walker feat. Leony                                         |
| 2021 | White Lies 2001                                                     | DE13 Gold · (24 Wo.)DE | AT17 Platin · (23 Wo.)AT | CH28 (21 Wo.)CH | Erstveröffentlichung: 15. Januar 2021 Verkäufe: + 230.000; feat. Tokio Hotel                                                    |
| 2021 | Love Again –                                                        | DE43 (11 Wo.)DE | AT50 (7 Wo.)AT | CH95 (1 Wo.)CH | Erstveröffentlichung: 5. Februar 2021 mit Alok feat. Alida                                                                      |
| 2021 | Never Be Lonely –                                                   | — | — | — | Erstveröffentlichung: 5. März 2021 mit Gigi D’Agostino und Emotik                                                               |
| 2021 | End of Slaphouse Prock House                                        | — | — | — | Erstveröffentlichung: 19. März 2021 mit Alott                                                                                   |
| 2021 | Away Prock House                                                    | — | — | — | Erstveröffentlichung: 9. April 2021 mit Alott                                                                                   |
| 2021 | Dynamite –                                                          | DE72 (10 Wo.)DE | AT71 Gold · (1 Wo.)AT | — | Erstveröffentlichung: 23. April 2021 Verkäufe: + 17.000; mit Ilira                                                              |
| 2021 | Core (That’s Who We Are) –                                          | — | — | — | Erstveröffentlichung: 11. Juni 2021 feat. Papa Roach                                                                            |
| 2021 | Off Of My Mind –                                                    | — | — | — | Erstveröffentlichung: 9. Juli 2021 mit Icona Pop                                                                                |
| 2021 | Way Back Home –                                                     | — | — | — | Erstveröffentlichung: 3. September 2021 mit Anna Grey                                                                           |
| 2021 | Para Paradise Playlist                                              | — | — | — | Erstveröffentlichung: 22. Oktober 2021 mit Sebastian Fitzek, R4GE & Emie                                                        |
| 2021 | Livin’ Loud (by glo™) –                                             | — | — | — | Erstveröffentlichung: 5. November 2021 mit Ilira                                                                                |
| 2021 | Pieces –                                                            | — | — | — | Erstveröffentlichung: 26. November 2021 mit Avaion & Leony                                                                      |
| 2023 | Ghost Town –                                                        | DE72 (8 Wo.)DE | — | — | Erstveröffentlichung: 7. April 2023 mit July & Joris Sava                                                                       |
| 2023 | Monsoon –                                                           | DE— aDE | — | — | Erstveröffentlichung: 21. Juli 2023 mit Niklas Dee & Leony feat. Tokio Hotel                                                    |
| 2023 | I Can Feel –                                                        | DE77 (4 Wo.)DE | — | — | Erstveröffentlichung: 29. September 2023 Verkäufe: + 100.000; mit Niklas Dee & Leony                                            |
| 2025 | Make It Right –                                                     | — | — | — | Erstveröffentlichung: 11. Juli 2025 mit Tom Gregory                                                                             |
| Folgende Lieder erschienen nicht als Single, wurden aber durch das Album zum Download und Streaming bereitgestellt und konnten somit eine Platzierung erlangen: |                                                                     | | | | |
| |                                                                     | | | | |
| 2021 | Merry Christmas Everyone Home Alone (On the Night Before Christmas) | DE71 (5 Wo.)DE | — | — | Charteinstieg: 1. Januar 2021 mit Leony; Original: Shakin’ Stevens (1985)                                                       |

### Als Gastmusiker
| Jahr | Titel Album                         | Höchstplatzierung, Gesamtwochen, AuszeichnungChartplatzierungen (Jahr, Titel, Album, Platzierungen, Wochen, Auszeichnungen, Anmerkungen) | Höchstplatzierung, Gesamtwochen, AuszeichnungChartplatzierungen (Jahr, Titel, Album, Platzierungen, Wochen, Auszeichnungen, Anmerkungen) | Höchstplatzierung, Gesamtwochen, AuszeichnungChartplatzierungen (Jahr, Titel, Album, Platzierungen, Wochen, Auszeichnungen, Anmerkungen) | Anmerkungen |
| Jahr | Titel Album                         | DE | AT | CH | Anmerkungen |
| --- | ----------------------------------- | --- | --- | --- | --- |
| 2020 | Baby Anders                         | DE1 Platin · (19 Wo.)DE | AT1 Platin · (16 Wo.)AT | CH3 (8 Wo.)CH | Erstveröffentlichung: 31. Januar 2020 Verkäufe: + 430.000; Joker Bra feat. Vize                                 |
| 2020 | Thank You [Not So Bad] Breathe      | DE71 Gold · (18 Wo.)DE | AT62 (7 Wo.)AT | — | Erstveröffentlichung: 7. Februar 2020 Verkäufe: + 365.000; Felix Jaehn feat. Leony & Vize Original: Dido (2001) |
| 2020 | Bist du okay Musketiere             | DE11 Gold · (25 Wo.)DE | AT46 Gold · (9 Wo.)AT | CH55 (1 Wo.)CH | Erstveröffentlichung: 25. September 2020 Verkäufe: + 215.000; Mark Forster feat. Vize                           |
| 2020 | The One Hy Brasil                   | DE54 Gold · (22 Wo.)DE | AT20 Gold · (22 Wo.)AT | — | Erstveröffentlichung: 13. November 2020 Verkäufe: + 215.000; Rea Garvey feat. Vize                              |
| 2021 | Behind Blue Eyes –                  | — | — | — | Erstveröffentlichung: 27. Mai 2021 Tokio Hotel feat. Vize                                                       |
| 2022 | Easy Joker EP                       | — | — | — | Erstveröffentlichung: 9. März 2022 Joker Bra feat. Vize                                                         |
| 2025 | Chilli Milli Schluss mit lustig     | DE97 (1 Wo.)DE | — | — | Erstveröffentlichung: 9. Januar 2025 Finch feat. Vize                                                           |
| Folgende Lieder erschienen nicht als Single, wurden aber durch das Album zum Download und Streaming bereitgestellt und konnten somit eine Platzierung erlangen: |                                     | | | | |
| |                                     | | | | |
| 2021 | Easy Peasy Fliesentisch Romantik II | DE70 Gold · (6 Wo.)DE | — | — | Charteinstieg: 26. Februar 2021 Verkäufe: + 200.000; Finch Asozial feat. Vize & Leony                           |

## Musikvideos
| Jahr | Titel                    | Regie                           |
| ---- | ------------------------ | ------------------------------- |
| 2018 | Glad You Came            |                                 |
| 2019 | Stars                    |                                 |
| 2019 | Close Your Eyes          |                                 |
| 2020 | Baby                     | Heiko Hammer                    |
| 2020 | Never Let Me Down        | Zyrkus                          |
| 2020 | Brother Louie            |                                 |
| 2020 | Paradise                 |                                 |
| 2020 | Dolly Song (Devil’s Cup) | Zyrkus                          |
| 2020 | Bist du okay             | Zyrkus                          |
| 2020 | The One                  | Bildreich Hamburg               |
| 2020 | Space Melody             | Kristian Berg & Andreas Trøften |
| 2021 | White Lies               | Baris Aladag                    |
| 2021 | Dynamite                 | Sebastian Otto                  |
| 2021 | Behind Blue Eyes         | Baris Aladag                    |

## Sonderveröffentlichungen
| Jahr | Titel Album                | Anmerkungen                                                                    |
| ---- | -------------------------- | ------------------------------------------------------------------------------ |
| 2018 | Hey Hey –                  | Erstveröffentlichung: 31. August 2018 Drenchill feat. Indiana                  |
| 2018 | Fremd in diesem Land –     | Erstveröffentlichung: 5. September 2018 Peter Heppner feat. Volkan             |
| 2018 | Holdin’ On –               | Erstveröffentlichung: 2. November 2018 Tim Kamrad                              |
| 2019 | Forget It All –            | Erstveröffentlichung: 8. März 2019 Sunset City feat. Samantha Jade, Mabe       |
| 2019 | Tonight –                  | Erstveröffentlichung: 17. Mai 2019 Milk for Two                                |
| 2019 | Post Malone –              | Erstveröffentlichung: 12. September 2019 Sam Feldt feat. Rani                  |
| 2019 | World at Our Feet –        | Erstveröffentlichung: 18. Oktober 2019 Timmy Trumpet                           |
| 2019 | Mockingbirds –             | Erstveröffentlichung: 18. Oktober 2019 Dayo feat. Ruut                         |
| 2019 | Sad –                      | Erstveröffentlichung: 1. November 2019 Chico Rose feat. Afrojack               |
| 2020 | Colours & Lights –         | Erstveröffentlichung: 17. Januar 2020 GoldFish, Cat Dealers                    |
| 2020 | Put Your Hands Up –        | Erstveröffentlichung: 28. Februar 2020 Forest Blakk                            |
| 2020 | End of Time –              | Erstveröffentlichung: 10. April 2020 K-391, Alan Walker & Ahrix                |
| 2020 | Lonely –                   | Erstveröffentlichung: 22. Mai 2020 Joel Corry                                  |
| 2020 | Tanzen –                   | Erstveröffentlichung: 26. Juni 2020 Clueso                                     |
| 2020 | Hold On –                  | Erstveröffentlichung: 1. Juli 2020 Moguai, Cheat Codes                         |
| 2020 | Party Girl –               | Erstveröffentlichung: 31. Juli 2020 StaySolidRocky                             |
| 2020 | Happy Together –           | Erstveröffentlichung: 16. Oktober 2020 Dimitri Vegas & Like Mike & Bassjackers |
| 2020 | Complicated –              | Erstveröffentlichung: 6. November 2020 Miss Li                                 |
| 2020 | Désolée –                  | Erstveröffentlichung: 20. November 2020 Louane                                 |
| 2020 | Weißer Rauch –             | Erstveröffentlichung: 4. Dezember 2020 Fourty                                  |
| 2021 | i miss u –                 | Erstveröffentlichung: 29. Januar 2021 Jax Jones & Au/Ra                        |
| 2021 | bye bye –                  | Erstveröffentlichung: 12. März 2021 Oscar Anton                                |
| 2021 | Higher –                   | Erstveröffentlichung: 16. April 2021 Clean Bandit, Iann Dior                   |
| 2021 | Tetris (Ostalgie Anthem) – | Erstveröffentlichung: 15. Juli 2021 Slavik & Vitalik                           |
| 2021 | Tóxica –                   | Erstveröffentlichung: 30. Juli 2021 le Shuuk, Sofía Martín                     |
| 2021 | Where The Roses Grow –     | Erstveröffentlichung: 13. August 2021 Tiscore, Noøn                            |

## Statistik

### Chartauswertung
|                     | DE    | AT    | CH    |
| ------------------- | ----- | ----- | ----- |
| Nummer-eins-Alben   | DE—DE | AT—AT | CH—CH |
| Top-10-Alben        | DE—DE | AT—AT | CH—CH |
| Alben in den Charts | DE1DE | AT—AT | CH—CH |

|                       | DE     | AT     | CH    |
| --------------------- | ------ | ------ | ----- |
| Nummer-eins-Singles   | DE1DE  | AT1AT  | CH—CH |
| Top-10-Singles        | DE3DE  | AT3AT  | CH1CH |
| Singles in den Charts | DE18DE | AT14AT | CH6CH |

### Auszeichnungen für Musikverkäufe
| Goldene Schallplatte - Australien - 2023: für die Single Thank You [Not So Bad] - Brasilien - 2024: für die Single Close Your Eyes - 2024: für die Single Thank You [Not So Bad] - Dänemark - 2022: für die Single Thank You [Not So Bad] - Frankreich - 2024: für die Single I Can Feel - Kanada - 2021: für die Single Never Let Me Down - 2023: für die Single Thank You [Not So Bad] - Polen - 2021: für die Single Space Melody - 2024: für die Single Thank You [Not So Bad] - Ungarn - 2024: für die Single Space Melody - 2024: für die Single Dynamite | Platin-Schallplatte - Polen - 2021: für die Single Brother Louie - 2021: für die Single Lonely 2× Platin-Schallplatte - Polen - 2021: für die Single Close Your Eyes - 2021: für die Single Stars 3× Platin-Schallplatte - Polen - 2021: für die Single Never Let Me Down |

Anmerkung: Auszeichnungen in Ländern aus den Charttabellen bzw. Chartboxen sind in ebendiesen zu finden.
| Land/RegionAuszeichnungen für Musikverkäufe (Land/Region, Auszeichnungen, Verkäufe, Quellen) | Gold       | Platin       | Verkäufe  | Quellen             |
| -------------------------------------------------------------------------------------------- | ---------- | ------------ | --------- | ------------------- |
| Australien (ARIA)                                                                            | Gold1      | —            | 35.000    | aria.com.au         |
| Brasilien (PMB)                                                                              | 2× Gold2   | —            | 40.000    | pro-musicabr.org.br |
| Dänemark (IFPI)                                                                              | Gold1      | —            | 45.000    | ifpi.dk             |
| Deutschland (BVMI)                                                                           | 8× Gold8   | 5× Platin5   | 3.600.000 | musikindustrie.de   |
| Frankreich (SNEP)                                                                            | Gold1      | —            | 100.000   | snepmusique.com     |
| Kanada (MC)                                                                                  | 2× Gold2   | —            | 80.000    | musiccanada.com     |
| Österreich (IFPI)                                                                            | 4× Gold4   | 4× Platin4   | 180.000   | ifpi.at             |
| Polen (ZPAV)                                                                                 | 2× Gold2   | 9× Platin9   | 485.000   | olis.pl             |
| Ungarn (MAHASZ)                                                                              | 2× Gold2   | —            | 4.000     | slagerlistak.hu     |
| Insgesamt                                                                                    | 23× Gold23 | 18× Platin18 |           |                     |